# Heidi Holme Astrup
Pour les articles homonymes, voir Astrup.
Heidi Holme Astrup, née le 31 mai 1972 à Viborg, est une ancienne handballeuse internationale danoise. Elle a notamment évolué au Viborg HK avec qui elle a remporté la Ligue des champions en 2006.
En 1996, elle remporte la médaille d'or aux jeux olympiques d'Atlanta avec l'Équipe du Danemark.

## Palmarès

### En sélection nationale
Jeux olympiques d'été
- médaille d'or des jeux Olympiques de 1996 à Atlanta

championnats du monde 
- troisième du championnat du monde 1995

championnats d'Europe 
- vainqueur du championnat d'Europe 1994
- vainqueur du championnat d'Europe 1996

### En club
compétitions internationales
- vainqueur de la Ligue des Champions (1) en 2006 (avec Viborg HK)
- vainqueur de la coupe EHF (2) en 1994 et 1999 (avec Viborg HK)

compétitions nationales
- championne du Danemark (9) en 1994, 1995, 1996, 1997, 1999, 2000, 2001, 2002 et 2006 (avec Viborg HK)
- vainqueur de la coupe du Danemark (4) en 1994, 1995, 1997 et 2007 (avec Viborg HK)

### Distinctions individuelles
- élue meilleure joueuse du championnat du Danemark en 2001[4]
- élue meilleure demi-centre du championnat du Danemark en 2006 et 2007[5]